# سلیمان لایق
سلیمان لایق (زاده ۹ مهر ۱۳۰۹ در ولایت پکتیا – درگذشته ۱۰ مرداد ۱۳۹۹ در کابل) روزنامه‌نگار، یکی از رهبران جنبش چپ افغانستان و پیرو مارکسیسم بود.

## خانواده
سلمان لایق در ۹ میزان/مهر ۱۳۰۹ خورشیدی در روستایی در ولایت پکتیا در جنوب‌شرق پادشاهی افغانستان زاده شد. او پسر «عبدالغنی» ملای قبیله خروتی (زیرمجموعه قبیله‌های پشتون) بود. پدر لایق از خلیفه‌های عرفان صوفی‌گری نقشبندیه بود. در آن زمان رهبری این عرفان به دست خاندان مجددی‌ها بود که در هند و افغانستان جایگاه بالای مذهبی داشت. بنابراین پدر سلیمان با این امید که روزی پسرش مرید و پیرو این خاندان شود (که هرگز نشد)، نام او را «غلام‌مجدد» نامید.
پدر غلام تحت تأثیر مریدانه خاندان محافظه‌کار مجددی‌ها، شعر و شاعری را کنار گذاشت، اما خود غلام چند دفتر شعر چاپ کرد.

## کنشگری
غلام‌مجدد در سال ۱۳۲۶ در مدرسه شرعیه پغمان به تحصیل طلبگی پرداخت شد. اما در سال ۱۳۳۱ به دلیل شرکت در اعتراضات علیه مدیران و مدرسان این مدرسه دولتی، اخراج شد. سال بعد دانشجوی دانشکده شرعیات دانشگاه کابل شد. اما در همان سال به دلیل شرکت در اعتراضات ضددولتی از این دانشگاه اخراج شد و دیگر هرگز نتوانست به دانشکده شرعیات یا مراکز مذهبی دیگر بازگردد. این اخراج‌ها مسیر مسیر زندگی او را تغییر داند.
غلام‌مجدد با کمک افرادی با نفوذ در دولت افغانستان، در ۱۳۳۳ وارد دانشکده ادبیات دانشگاه کابل شد. تحصیل در این دانشکده نقش مهمی در روی آوردن او به فلسفه و آشنایی با افراد و گروه‌های چپ‌گرا از جمله میراکبر خیبر (از نظریه پردازان حزب دموکراتیک خلق افغانستان) ، «جوانان بیدار»، «حزب وطن» و «حزب خلق»، میرغلام‌محمد غبار و عبدالرحمان محمودی داشت. او با گرفتن گرایش چپ، نام عمومی خود را از «غلام‌مجدد» به «سلیمان لایق» (ترکیب نام دو جد خود) تغییر داد.
سلیمان لایق از سال‌های پایانی دهه ۱۳۳۰ و آغازین دهه ۱۳۴۰ با گروه‌های چپی روابط نزدیکی پیدا کرد. برای نمونه، او در کنگره تأسیس حزب دموکراتیک خلق در ۱۱ جَدی/دی ۱۳۴۲ شرکت کرد اما به عضویت کمیته مرکزی این حزب در نیامد. او با تأسیس نشریه «پرچم» به روزنامه‌نگاری و تبلیغ ایدئولوژی چپ پرداخت و برای دستیابی به اهداف خود، در دو انتخابات پارلمانی ۱۳۴۴ و ۱۳۴۸ شرکت کرد اما از ورود به مجلس، باز ماند.
لایق آرزو داشت که حزب دموکراتیک خلق افغانستان سنت‌ها و آموزه‌های مذهبی را «رعایت» کند و با موضع‌گیری‌های اقتصادی خود بر پایه «تضاد طبقاتی» به نفع تولیدکنندگان، یعنی کارگران، دهقانان و کسبه‌کاران» تغییراتی به‌وجود آورد. اما حزب به دلیل دیدگاه‌های گوناگون موجود، پیرو ایده‌های او نبود.
در ثور/اردیبهشت ۱۳۵۷ با ترور میراکبر خیبر و برگزاری مراسم خاک‌سپاری بزرگ برای او، نظام جمهوری محمد داوود خان احساس خطر کرد. در نتیجه، دولت، بسیاری از رهبران حزب را دستگیر و زندانی کرد. لایق نیز که از خانه خود خارج شد، خود را به پلیس تسلیم کرد تا «سرنوشت همه یکی شود». در مدت کوتاهی پس از افتادن به زندان، در صبح ۷ ثور ۱۳۵۷ حفیظ‌الله امین (از رهبران حزب دموکراتیک خلق) علیه دولت اعلام کودتا کرد. هنگامیکه او و همفکرانش از زندان بیرون آمدند سوار بر تانک به ایستگاه رادیو رفته و «پیام انقلاب» را اعلام کردند. لایق در کابینه «خلق» جمهوری دموکراتیک افغانستان وزیر رادیو تلویزیون شد و تا سال‌ها در سمت‌های مهم حکومتی خدمت می‌کرد. حزب دموکراتیک خلق در زمان فرمانروایی خود در افغانستان، همه منتقدان و چهره‌های مذهبی خود را (از جمله ده‌ها نفر از خاندان مجددی‌ها) بی‌درنگ سرکوب می‌کرد. سرانجام، حزب دموکراتیک علیه دولت مرکزی افغانستان، اعلام جهاد کرد و هر دو طرف با یکدیگر دشمن شدند.

## مرگ
سلمان لایق به دنبال آسیب‌هایی که در حمله انتحاری سال ۱۳۹۸ برداشته بود در ۱۰ اسد/تیر ۱۳۹۹ در کابل دیده از جهان فرو بست.